# Ryan Sánchez
Ryan Sánchez Estrada (né le 22 juin 1998) est un athlète portoricain, spécialiste du 800 m.

## Carrière
Le 10 juin 2017, il porte son record personnel à 1 min 45 s 58 à Kingston, en Jamaïque. Il remporte le titre lors des Championnats panaméricains juniors 2017. Il remporte la médaille d’argent lors des Jeux d’Amérique centrale et des Caraïbes de 2018, à Barranquilla en 1 min 46 s 3 (temps manuel), derrière le Mexicain Jesús Tonatiuh López.